# Cleptocaccobius uniseries
Cleptocaccobius uniseries là một loài bọ cánh cứng trong họ Bọ hung (Scarabaeidae).